# Alexander Dobrindt
Alexander Dobrindt (Peißenberg, 7 de junio de 1970) es un político alemán de la Unión Social Cristiana de Baviera (CSU). Es el presidente del Grupo Parlamentario de la CSU en el Bundestag alemán desde 2017. Entre 2013 y 2017, se desempeñó como ministro Federal de Transporte e Infraestructura Digital en el gobierno de la canciller Angela Merkel. Anteriormente, fue secretario general de la Unión Social Cristiana de Baviera bajo el liderazgo del presidente del partido, Horst Seehofer, desde 2009. Dobrindt es considerado el arquitecto clave del acuerdo de coalición entre la CDU, la CSU y el SPD después de las elecciones nacionales alemanas de 2025.

## Biografía

### Formación y carrera profesional
Dobrindt completó su educación secundaria en 1989 en el Gymnasium de Weilheim. Posteriormente, estudió Sociología en la Universidad Ludwig Maximilian de Múnich, obteniendo su título en 1995. Entre 1996 y 2005 trabajó en la empresa de ingeniería Holzner & Sanamij, primero como director financiero y luego como director general.

### Trayectoria política
Se unió a la Junge Union en 1986 y a la CSU en 1990. Ha desempeñado diversos roles en la política local y regional, incluyendo concejal en Peißenberg y miembro del consejo del distrito de Weilheim-Schongau. Desde 2009, preside el grupo distrital de la CSU en Weilheim-Schongau.
En el Bundestag, ha sido reelegido en múltiples ocasiones, obteniendo el mandato directo en su distrito en las elecciones de 2002, 2005, 2009, 2013, 2017, 2021 y 2025. Ha participado en comités relacionados con economía, tecnología y educación, y ha ocupado cargos de liderazgo en grupos de trabajo parlamentarios.

### Cargos en el gobierno y el partido
Como Secretario General de la CSU (2009–2013), Dobrindt promovió reformas internas, incluyendo la introducción de una cuota de género, y lideró campañas electorales exitosas, como la que devolvió la mayoría absoluta a la CSU en las elecciones estatales de Baviera de 2013.
Durante su mandato como Ministro Federal de Transporte e Infraestructura Digital (2013–2017), impulsó proyectos como la introducción de un peaje para vehículos extranjeros en las autopistas alemanas y un plan de inversión de 270.000 millones de euros para infraestructuras hasta 2030.
Desde 2017 hasta 2025, lideró el grupo parlamentario de la CSU en el Bundestag.

## Posiciones políticas
Dobrindt ha expresado opiniones conservadoras en temas sociales y políticos. En 2013, se refirió a la comunidad LGBT como una "minoría estridente", y en 2017 votó en contra de la legalización del matrimonio entre personas del mismo sexo.
En 2018, abogó por una "revolución conservadora" en Alemania, utilizando un término asociado históricamente con movimientos de derecha radical, lo que generó críticas.
En política europea, ha mostrado escepticismo hacia una mayor integración y criticó las políticas de rescate financiero durante la crisis del euro. En 2012, recibió el premio "Europa-Distel" por comentarios considerados antieuropeos.
En 2024, propuso que los refugiados ucranianos sin empleo en Alemania regresaran a "zonas seguras" en el oeste de Ucrania, lo que fue ampliamente criticado por partidos políticos y organizaciones humanitarias.

## Controversias
Durante el escándalo de emisiones de Volkswagen, fue criticado por su manejo del caso y por supuestas conexiones con la industria automotriz. Greenpeace lo incluyó en su "Libro negro de la autolobby" por su papel en la gestión del escándalo.
En 2013, un tribunal le prohibió referirse al político Volker Beck como "presidente del grupo pedófilo de los Verdes", tras una demanda por difamación.
En 2014 intentó establecer un peaje para solo automóviles extranjeros. Era un proyecto ilegal y declarado así por la Comisión Europea, que terminó costando a Alemania 243 millones de euros sin lograr beneficios para el contribuyente aleman.
El 6 de junio de 2025, el Comisario de Derechos Humanos del Consejo de Europa, Michael O'Flaherty, pidió a Dobrindt que respetara la libertad de expresión y de reunión en Alemania. “Me preocupan los informes sobre el uso excesivo de la fuerza por parte de la policía contra manifestantes, incluidos menores, que en ocasiones han provocado lesiones”, escribe el Comisario en una carta, criticando las restricciones a la libertad de expresión en “universidades, instituciones culturales y artísticas y escuelas”, así como los intentos de deportar a ciudadanos extranjeros por protestar contra el genocidio israelí en Gaza.

## Vida personal
Dobrindt es católico, está casado desde 2006 y tiene un hijo. Su  matrimonio tuvo lugar en Torri del Benaco, Italia.